# Danh sách đĩa nhạc của Josh Groban
Nam ca sĩ–người viết bài hát người Mỹ Josh Groban đã phát hành tổng cộng 8 album phòng thu, 4 album trực tiếp và 30 đĩa đơn. Anh đã bán được 22,5 triệu album tại Hoa Kỳ.

## Album

### Album phòng thu
| Tựa đề                                                                                    | Thông tin album                                                                                           | Vị trí xếp hạng cao nhất | Vị trí xếp hạng cao nhất | Vị trí xếp hạng cao nhất | Vị trí xếp hạng cao nhất | Vị trí xếp hạng cao nhất | Vị trí xếp hạng cao nhất | Vị trí xếp hạng cao nhất | Vị trí xếp hạng cao nhất | Vị trí xếp hạng cao nhất | Vị trí xếp hạng cao nhất | Chứng nhận                                                                                             | Doanh số                          |
| Tựa đề                                                                                    | Thông tin album                                                                                           | US                       | AUS                      | CAN                      | FRA                      | IRE                      | NLD                      | NZ                       | NOR                      | SWE                      | UK                       | Chứng nhận                                                                                             | Doanh số                          |
| ----------------------------------------------------------------------------------------- | --- | ------------------------ | ------------------------ | ------------------------ | ------------------------ | ------------------------ | ------------------------ | ------------------------ | ------------------------ | ------------------------ | ------------------------ | --- | --------------------------------- |
| Josh Groban                                                                               | - Phát hành: 20 tháng 11 năm 2001 - Nhãn hiệu: Reprise Records - Định dạng: CD, tải kỹ thuật số, cassette | 8                        | 28                       | 6                        | 50                       | —                        | 8                        | 4                        | 6                        | 7                        | 28                       | - RIAA: 4× Bạch kim - ARIA: Vàng - BPI: Vàng - MC: 4× Bạch kim - RIANZ: Vàng                           | - Hoa Kỳ: 5.200.000               |
| Closer                                                                                    | - Phát hành: 11 tháng 11 năm 2003 - Nhãn hiệu: Reprise Records - Định dạng: CD, tải kỹ thuật số, cassette | 1                        | 25                       | 2                        | 47                       | 62                       | 38                       | 9                        | 2                        | 21                       | 91                       | - RIAA: 5× Bạch kim - ARIA: Bạch kim - BPI: Vàng - IRMA: Vàng - MC: 4× Bạch kim - RIANZ: Vàng          | - Hoa Kỳ: 6.100.000               |
| Awake                                                                                     | - Phát hành: 7 tháng 11 năm 2006 - Nhãn hiệu: Reprise Records - Định dạng: CD, tải kỹ thuật số            | 2                        | 5                        | 1                        | 5                        | 16                       | 25                       | 29                       | 11                       | 7                        | 12                       | - RIAA: 2× Bạch kim - ARIA: Vàng - BPI: Vàng - IRMA: Vàng - MC: 2× Bạch kim - SNEP: Vàng - RIANZ: Vàng | - Hoa Kỳ: 2.300.000               |
| Noël                                                                                      | - Phát hành: 9 tháng 10 năm 2007 - Nhãn hiệu: Reprise Records - Định dạng: CD, tải kỹ thuật số            | 1                        | 33                       | 1                        | 24                       | 26                       | 26                       | —                        | 3                        | 4                        | 58                       | - RIAA: 6× Bạch kim - ARIA: Vàng - GLF: Vàng - MC: 6x Bạch kim                                         | - Hoa Kỳ: 5.960.000               |
| Illuminations                                                                             | - Phát hành: 16 tháng 11 năm 2010 - Nhãn hiệu: Reprise Records - Định dạng: CD, tải kỹ thuật số           | 4                        | 21                       | 4                        | 48                       | 12                       | 10                       | 9                        | 17                       | 22                       | 30                       | - RIAA: Bạch kim - BPI: Bạc - IRMA: Vàng - MC: Bạch kim - RIANZ: Vàng                                  | - Hoa Kỳ: 945.000                 |
| All That Echoes                                                                           | - Phát hành: 5 tháng 2 năm 2013 - Nhãn hiệu: Reprise Records - Định dạng: CD, tải kỹ thuật số             | 1                        | 11                       | 1                        | 42                       | 11                       | 3                        | 3                        | 3                        | 11                       | 9                        | - RIAA: Vàng - BPI: Bạc - MC: Vàng                                                                     | - Hoa Kỳ: 532.000                 |
| Stages                                                                                    | - Phát hành: 28 tháng 4 năm 2015 - Nhãn hiệu: Reprise Records - Định dạng: CD, tải kỹ thuật số            | 2                        | 2                        | 2                        | 13                       | 2                        | 5                        | 1                        | 22                       | —                        | 1                        | - RIAA: Vàng - ARIA: Vàng - BPI: Vàng - MC: Vàng                                                       | - Hoa Kỳ: 502.000 - Canada: 8.700 |
| Bridges                                                                                   | - Phát hành: 21 tháng 9 năm 2018 - Nhãn hiệu: Reprise Records - Định dạng: CD, tải kỹ thuật số            | 2                        | 14                       | 18                       | —                        | 14                       | 29                       | —                        | —                        | —                        | 6                        | | - Hoa Kỳ: 94.000                  |
| "—" chỉ album không được phát hành hoặc không xuất hiện trên bảng xếp hạng ở quốc gia đó. | |                          |                          |                          |                          |                          |                          |                          |                          |                          |                          | |                                   |

### Album trực tiếp
| Josh Groban in Concert                                                                    | - Phát hành: 3 tháng 12 năm 2002 - Nhãn hiệu: 143 Records, Reprise Records - Định dạng: CD, CD/DVD            | 34  | —  | — | —  | —  | —  | —  | - RIAA: Vàng |
| Live at the Greek                                                                         | - Phát hành: 30 tháng 11 năm 2004 - Nhãn hiệu: 143 Recordsm Reprise Records - Định dạng: CD, CD/DVD           | 24  | 16 | — | —  | 67 | 32 | —  | - RIAA: Vàng |
| Awake Live                                                                                | - Phát hành: 6 tháng 5 năm 2008 - Nhãn hiệu: 143 Records, Reprise Records - Định dạng: CD, CD/DVD             | 8   | —  | 7 | 56 | 51 | —  | 22 |              |
| Stages Live                                                                               | - Phát hành: 5 tháng 2 năm 2016 - Nhãn hiệu: Reprise Records - Định dạng: CD/DVD, CD/Blu-ray, tải kỹ thuật số | 149 | 10 | — | —  | —  | —  | —  |              |
| "—" chỉ album không được phát hành hoặc không xuất hiện trên bảng xếp hạng ở quốc gia đó. | |     |    |   |    |    |    |    |              |

### Album tổng hợp
| Tựa đề                                                                                    | Thông tin album                                                                            | Vị trí xếp hạng cao nhất | Vị trí xếp hạng cao nhất | Vị trí xếp hạng cao nhất | Vị trí xếp hạng cao nhất | Vị trí xếp hạng cao nhất | Vị trí xếp hạng cao nhất | Vị trí xếp hạng cao nhất | Vị trí xếp hạng cao nhất | Chứng nhận                                                  |
| Tựa đề                                                                                    | Thông tin album                                                                            | US                       | AUS                      | IRE                      | NLD                      | NZ                       | NOR                      | SWE                      | UK                       | Chứng nhận                                                  |
| ----------------------------------------------------------------------------------------- | ------------------------------------------------------------------------------------------ | ------------------------ | ------------------------ | ------------------------ | ------------------------ | ------------------------ | ------------------------ | ------------------------ | ------------------------ | ----------------------------------------------------------- |
| With You                                                                                  | - Phát hành: 2007 - Nhãn hiệu: Hallmark Cards, Inc. - Định dạng: CD                        | —                        | —                        | —                        | —                        | —                        | —                        | —                        | —                        | - RIAA: Vàng                                                |
| A Collection                                                                              | - Phát hành: 1 tháng 12 năm 2008 - Nhãn hiệu: 143 Records, Reprise Records - Định dạng: CD | —                        | 23                       | 13                       | 11                       | 8                        | 4                        | 10                       | 22                       | - BPI: Vàng - IRMA: Bạch kim - SNEP: Vàng - RIANZ: Bạch kim |
| "—" chỉ album không được phát hành hoặc không xuất hiện trên bảng xếp hạng ở quốc gia đó. |                                                                                            |                          |                          |                          |                          |                          |                          |                          |                          |                                                             |

## Đĩa đơn

### Nghệ sĩ chính
| Tựa đề                                                                                      | Năm  | Vị trí xếp hạng cao nhất | Vị trí xếp hạng cao nhất | Vị trí xếp hạng cao nhất | Vị trí xếp hạng cao nhất | Vị trí xếp hạng cao nhất | Vị trí xếp hạng cao nhất | Vị trí xếp hạng cao nhất | Chứng nhận       | Album                                |
| Tựa đề                                                                                      | Năm  | US                       | US AC                    | CAN                      | FRA                      | NOR                      | SWE                      | UK                       | Chứng nhận       | Album                                |
| ------------------------------------------------------------------------------------------- | ---- | ------------------------ | ------------------------ | ------------------------ | ------------------------ | ------------------------ | ------------------------ | ------------------------ | ---------------- | ------------------------------------ |
| "To Where You Are"                                                                          | 2001 | —[a]                     | 1                        | —                        | —                        | —                        | —                        | 53                       |                  | Josh Groban                          |
| "You're Still You"                                                                          | 2002 | —                        | 10                       | —                        | —                        | —                        | —                        | —                        |                  | Josh Groban                          |
| "O Holy Night"                                                                              | 2002 | —[b]                     | 1                        | —                        | —                        | —                        | —                        | —                        |                  | Josh Groban in Concert               |
| "You Raise Me Up"                                                                           | 2003 | 73                       | 1                        | —                        | 16                       | —                        | —                        | 74                       | - RIAA: Bạch kim | Closer                               |
| "Remember When It Rained"                                                                   | 2004 | —                        | 15                       | —                        | —                        | —                        | —                        | —                        |                  | Closer                               |
| "Remember"                                                                                  | 2004 | —                        | —                        | —                        | —                        | —                        | —                        | —                        |                  | Troy - Music from the Motion Picture |
| "Believe"                                                                                   | 2004 | —[c]                     | 1                        | 86                       | —                        | —                        | —                        | —                        |                  | The Polar Express                    |
| "You Are Loved (Don't Give Up)"                                                             | 2006 | —[d]                     | 9                        | —                        | —                        | —                        | —                        | —                        |                  | Awake                                |
| "Solo Por Ti"                                                                               | 2006 | —                        | —                        | —                        | —                        | —                        | —                        | —                        |                  | Awake                                |
| "Smile"                                                                                     | 2006 | —                        | —                        | —                        | —                        | —                        | —                        | —                        |                  | Awake                                |
| "February Song"                                                                             | 2007 | —                        | 13                       | —                        | —                        | —                        | —                        | 119                      |                  | Awake                                |
| "You Raise Me Up" (với African Children's Choir)                                            | 2007 | 76                       | —                        | —                        | —                        | —                        | —                        | —                        |                  | Đĩa đơn không nằm trong album        |
| "I'll Be Home for Christmas"                                                                | 2007 | 95                       | 1                        | —                        | —                        | —                        | —                        | —                        |                  | Noël                                 |
| "Silent Night" / "Noche de Paz (Silent Night)"                                              | 2007 | —                        | 19                       | —                        | —                        | 5                        | —                        | —                        |                  | Noël                                 |
| "Ave Maria"                                                                                 | 2007 | —                        | —                        | 54                       | —                        | —                        | 50                       | —                        |                  | Noël                                 |
| "Little Drummer Boy" (với Andy McKee và Gigi Hadid)                                         | 2007 | —                        | 18                       | —                        | —                        | —                        | —                        | —                        |                  | Noël                                 |
| "The First Noël" (với Faith Hill)                                                           | 2007 | —[e]                     | 20                       | 90                       | —                        | —                        | —                        | —                        |                  | Noël                                 |
| "Angels We Have Heard on High" (với Brian McKnight)                                         | 2007 | —                        | 29                       | —                        | —                        | —                        | —                        | —                        |                  | Noël                                 |
| "The Prayer (Trực tiếp)" (với Celine Dion)                                                  | 2008 | 70                       | —                        | 37                       | —                        | —                        | —                        | —                        |                  | Đĩa đơn không nằm trong album        |
| "Awake"                                                                                     | 2008 | —                        | 13                       | —                        | —                        | —                        | —                        | —                        |                  | Awake Live                           |
| "Petit Papa Noël"                                                                           | 2008 | —                        | —                        | —                        | 12                       | —                        | —                        | —                        |                  | A Collection                         |
| "Hidden Away"                                                                               | 2010 | —                        | 12                       | —                        | —                        | —                        | —                        | 166                      |                  | Illuminations                        |
| "Voce Existe Em Mim"                                                                        | 2010 | —                        | —                        | —                        | —                        | —                        | —                        | —                        |                  | Illuminations                        |
| "Higher Window"                                                                             | 2010 | —                        | 19                       | —                        | —                        | —                        | —                        | —                        |                  | Illuminations                        |
| "L'Ora Dell'Addio"                                                                          | 2010 | —                        | —                        | —                        | —                        | —                        | —                        | —                        |                  | Illuminations                        |
| "If I Walk Away"                                                                            | 2012 | —                        | —                        | —                        | —                        | —                        | —                        | —                        |                  | Illuminations                        |
| "Brave"                                                                                     | 2012 | —                        | 13                       | —                        | —                        | —                        | —                        | 64                       |                  | All That Echoes                      |
| "I Believe (When I Fall in Love It Will Be Forever)"                                        | 2013 | —                        | 18                       | —                        | —                        | —                        | —                        | —                        |                  | All That Echoes                      |
| "Your Hideaway"                                                                             | 2013 | —                        | —                        | —                        | —                        | —                        | —                        | —                        |                  | Đĩa đơn không nằm trong album        |
| "Remember When It Rained" (biểu diễn trực tiếp với Judith Hill)                             | 2014 | —                        | —                        | —                        | —                        | —                        | —                        | —                        |                  | Đĩa đơn không nằm trong album        |
| "The Mystery of Your Gift" (với Brian Byrne và American Boychoir)                           | 2015 | —                        | —                        | —                        | —                        | —                        | —                        | —                        |                  | Đĩa đơn không nằm trong album        |
| "What I Did for Love"                                                                       | 2015 | —                        | —                        | —                        | —                        | —                        | —                        | —                        |                  | Stages                               |
| "Dust and Ashes"                                                                            | 2016 | —                        | —                        | —                        | —                        | —                        | —                        | —                        |                  | Đĩa đơn không nằm trong album        |
| "Have Yourself a Merry Little Christmas"                                                    | 2016 | —                        | 1                        | —                        | —                        | —                        | —                        | —                        |                  | Đĩa đơn không nằm trong album        |
| "Happy Xmas (War Is Over)"                                                                  | 2017 | —                        | 4                        | —                        | —                        | —                        | —                        | —                        |                  | Đĩa đơn không nằm trong album        |
| "Symphony"                                                                                  | 2018 | —                        | —                        | —                        | —                        | —                        | —                        | —                        |                  | Bridges                              |
| "Granted"                                                                                   | 2018 | —                        | 14                       | —                        | —                        | —                        | —                        | —                        |                  | Bridges                              |
| "99 Years" (với Jennifer Nettles)                                                           | 2019 | —                        | 21                       | —                        | —                        | —                        | —                        | —                        |                  | Bridges                              |
| "—" chỉ đĩa đơn không được phát hành hoặc không xuất hiện trên bảng xếp hạng ở quốc gia đó. |      |                          |                          |                          |                          |                          |                          |                          |                  |                                      |

### Nghệ sĩ hợp tác
| Tựa đề                                              | Năm  | Vị trí xếp hạng cao nhất | Vị trí xếp hạng cao nhất | Vị trí xếp hạng cao nhất | Vị trí xếp hạng cao nhất | Vị trí xếp hạng cao nhất | Vị trí xếp hạng cao nhất | Vị trí xếp hạng cao nhất |
| Tựa đề                                              | Năm  | US                       | AUS                      | CAN                      | NOR                      | NZ                       | SWE                      | UK                       |
| --------------------------------------------------- | ---- | ------------------------ | ------------------------ | ------------------------ | ------------------------ | ------------------------ | ------------------------ | ------------------------ |
| "We Are the World 25 for Haiti" (Artists for Haiti) | 2010 | 2                        | 18                       | 7                        | 1                        | 8                        | 5                        | 50                       |

## Video âm nhạc
| Tựa đề                                               | Năm  |
| ---------------------------------------------------- | ---- |
| "To Where You Are"                                   | 2001 |
| "You Raise Me Up"                                    | 2004 |
| "Per Te"                                             | 2004 |
| "Remember" (Nhạc phim của Troy)                      | 2004 |
| "You Are Loved (Don't Give Up)"                      | 2006 |
| "February Song"                                      | 2007 |
| "We Are the World 25 for Haiti" (Artists for Haiti)  | 2010 |
| "Hidden Away"                                        | 2010 |
| "Higher Window"                                      | 2011 |
| "If I Walk Away"                                     | 2012 |
| "Brave"                                              | 2013 |
| "I Believe (When I Fall in Love It Will Be Forever)" | 2013 |
| "Hollow Talk"                                        | 2013 |
| "What I Did For Love"                                | 2015 |
| "Pure Imagination"                                   | 2015 |
| "Bring Him Home"                                     | 2015 |
| "Over the Rainbow"                                   | 2015 |
| "Anthem"                                             | 2015 |
| "River"                                              | 2018 |

## Danh sách đĩa hình

### CD/DVD
- Josh Groban in Concert (2002)
- Live at the Greek (2004)
- Up Close with Josh Groban (phát hành vào Ngày của Mẹ, 2008)
- Awake Live (2008)
- Soundstage Presents: Josh Groban - An Evening in New York City (2009)
- Stages Live (2016)[38]

### DVD của các nghệ sĩ khác
- Sarah Brightman: La Luna: Live in Concert (DVD) - 2001 - Hợp tác trong "There for Me"
- Enchantment (Charlotte Church) - 2001 - Hợp tác trong "The Prayer và “Somewhere"
- Prelude: The Best of Charlotte Church - 2002 - Hợp tác trong "The Prayer"
- Concert for World Children's Day (DVD) - 2002 - Trình bày các bài "Gira Con Me," "To Where You Are," "The Prayer" (song ca với Céline Dion) và "Aren't They All Our Children Anthem".
- Hitman David Foster & Friends (DVD) - 2008 - Trình bày "Bridge Over Troubled Waters" với Bryan Mcknight.
- Chris Botti In Boston (DVD) - 2009 - Trình bày "Broken Vow".
- Chess in Concert (DVD) - 2009 - Trình bày "Where I Want to Be," "Quartet (Model of Decorum and Tranquility)," "Mountain Duet," "Anthem," "One More Opponent," "You and I," "The Interview," "Talking Chess," "Endgame" và "You and I (Reprise)."

## Bài hát trong CD của các nghệ sĩ khác
- Charlotte Church - Enchantment - 2001 - "The Prayer" và "Somewhere"
- Barbara Cook - Barbara Cook at the Met- 2006 - Biểu diễn "Not While I’m Around" và "Move On" tại Nhà hát Metropolitan.
- Hurricane Relief — Come Together Now: "Alla Luce del Sole" and "Tears in Heaven" - 2005 - Tham gia hòa nhạc và CD gây quỹ cho các nạn nhân của bão lũ năm, trong đó có cơn bão Katrina và Rita.
- Barbra Streisand - Duets - 2002 - "All I Know of Love"
- Angelique Kidjo - Djin Djin - 2007 - "Pearls" (cũng hợp tác với Carlos Santana)
- Instant Karma: The Amnesty International Campaign to Save Darfur (The Complete Recordings) - "Imagine"
- David Foster - The Best of Me - 2002 - "The Prayer" với Charlotte Church
- David Foster - Hit Man: David Foster and Friends - 2008 - "Bridge Over Troubled Water" (hợp tác với Brian McKnight)
- Charles Aznavour - Duos - 2008 - "La Boheme" (song ca), ghi âm các phiên bản bằng tiếng Anh và tiếng Pháp
- Plácido Domingo - Amore Infinito - 2008 - "La tua semplicità" (somg ca)
- Chris Botti - Chris Botti In Boston - 2009 - "Broken Vow"
- Nelly Furtado - Mi Plan - 2009 - "Silencio"
- Joshua Bell - At Home With Friends - 2009 - "Cinema Paradiso"[49]
- USA for Haiti - We Are the World 25 for Haiti - 2010 - Đĩa đơn từ thiện
- Tony Bennett - Duets II - 2011 - "This Is All I Ask" (song ca)
- Barbra Streisand - Partners - 2014 - "Somewhere"

## Nhạc phim
- Nhạc phim của A.I. - Artificial Intelligence - 2001 - Hợp tác trong "For Always" (với Lara Fabian)
- Nhạc phim của Troy - 2004 - "Remember Me" với Tanja Tzarovska
- Nhạc phim của The Polar Express - 2004 - "Believe"
- Lady in the Water (trailer tiết lộ) - 2006 - "Mi Mancherai (Il Postino)"
- Makete katsu/The Win After The Lose - ca khúc chủ đề của loạt chương trình nhỏ của đài NHK Nhật Bản - 2012 - "KONOSAKI NO MICHI"
- Nhạc phim của Người đẹp và Quái vật - 2017 - "Evermore"
- Nhạc phim của Crazy Ex-Girlfriend mùa thứ 3 - 2018 - "The End of The Movie"

## Nghệ sĩ cộng tác thường xuyên
Một số nghệ sĩ biểu diễn thường xuyên xuất hiện cùng ban nhạc của Groban. Những nghệ sĩ này gồm:
- Tariqh Akoni: ghi-ta và chỉ đạo âm nhạc
- Lucia Micarelli: violon, hỗ trợ nhạc trưởng và chơi solo các đoạn nhạc
- Tim Curle: bộ gõ